# Maurentius Sofus Viðstein
Maurentius Sofus Viðstein, född 10 december 1892 i Tórshavn, död 17 maj 1971, var en färöisk politiker.
Viðstein var med i partiet Javnaðarflokkurin, i vilket han även var den första partiledaren i. Han var även chefredaktör på tidningarna Sosialurin och Dagblaðið.